# Championnats du monde junior de ski nordique 2001
Navigation
Édition précédente Édition suivante
Les championnats du monde junior de ski nordique 2001 se déroulent du 30 janvier 2001 au 4 février 2001 à Karpacz en Pologne, sous l'égide de la fédération internationale de ski. L’événement comprend les championnats du monde junior de ski de fond, de saut à ski et de combiné nordique. Les athlètes doivent être âgés de moins de vingt ans. 

## Organisation

### Lieux
Les concours de saut ont lieu sur l'Orlinek. Les courses de ski de fond ont lieu à Szklarska Poręba.

### Programme et calendrier
| Janvier - Février 2001  | Janvier - Février 2001 | Janvier - Février 2001 | Janvier - Février 2001 | Janvier - Février 2001 | Janvier - Février 2001 | Janvier - Février 2001 |
| Ski de fond             | 30                     | 31                     | 1                      | 2                      | 3                      | 4                      |
| ----------------------- | ---------------------- | ---------------------- | ---------------------- | ---------------------- | ---------------------- | ---------------------- |
| Sprint (M)              |                        |                        |                        |                        |                        |                        |
| 10 km classique (M)     |                        |                        |                        |                        |                        |                        |
| 30 km libre (M)         |                        |                        |                        |                        |                        |                        |
| 4x10 km (M)             |                        |                        |                        |                        |                        |                        |
| Sprint (F)              |                        |                        |                        |                        |                        |                        |
| 5 km classique (F)      |                        |                        |                        |                        |                        |                        |
| 15 km libre (F)         |                        |                        |                        |                        |                        |                        |
| 4x5 km (F)              |                        |                        |                        |                        |                        |                        |
| Saut à ski              | 30                     | 31                     | 1                      | 2                      | 3                      | 4                      |
| concours individuel (M) |                        |                        |                        |                        |                        |                        |
| K85 équipe (M)          |                        |                        |                        |                        |                        |                        |
| Combiné nordique        | 30                     | 31                     | 1                      | 2                      | 3                      | 4                      |
| K85/5 km (M)            |                        |                        |                        |                        |                        |                        |
| K85/10 km (M)           |                        |                        |                        |                        |                        |                        |
| K85/4×5 km relais (M)   |                        |                        |                        |                        |                        |                        |

|  | Courses |

## Résumé des courses
En saut à ski, Veli-Matti Lindström remporte deux médailles d'or. Lors du concours individuel, il devance trois Autrichiens grâce à deux sauts à 89,5 m et 87,5 m (les plus longs saut de chaque manche),. Il devance le favori (en raison de sa 5e à Bischofshofen lors de la Tournée des quatre tremplins 2000-2001 (pl)), Manuel Fettner et deux autres autrichiens qui se partagent le bronze.
En combiné nordique, l'équipe d'Allemagne remporte la course,,.

## Podiums

### Ski de fond

#### Hommes
| Épreuves             | Or                                                                                          | Argent                                                                         | Bronze                                                                                       |
| -------------------- | ------------------------------------------------------------------------------------------- | ------------------------------------------------------------------------------ | -------------------------------------------------------------------------------------------- |
| Sprint - Style libre | Johannes Bredl (pl)                                                                         | John Kristian Dahl                                                             | Fredrik Byström (de)                                                                         |
| 10 km - Classique    | Kristian Horntvedt (pl)                                                                     | Pavel Troshkine (pl)                                                           | Sami Jauhojärvi                                                                              |
| 30 km - Style libre  | Sami Jauhojärvi                                                                             | Alexej Trusov (pl)                                                             | Benoît Chauvet                                                                               |
| Relais 4 × 10 km     | Russie - Nikolaï Pankratov - Pavel Troshkine (pl) - Alexej Trusov (pl) - Ievgueni Dementiev | Finlande - Johan Enlund - Sami Jauhojärvi - Jussi Ylimäki (pl) - Mikko Auvinen | Norvège - Roger Aa Djupvik - John Kristian Dahl - Øystein Solbjørg - Kristian Horntvedt (pl) |

#### Femmes
| Épreuves             | Or                                                                                         | Argent                                                                       | Bronze                                                                         |
| -------------------- | ------------------------------------------------------------------------------------------ | ---------------------------------------------------------------------------- | ------------------------------------------------------------------------------ |
| Sprint - Style libre | Pirjo Manninen                                                                             | Ingrid Narum (en)                                                            | Kirsi Perälä                                                                   |
| 5 km - Classique     | Lina Andersson                                                                             | Pirjo Manninen                                                               | Carin Holmberg (pl)                                                            |
| 15 km - Style libre  | Pirjo Manninen                                                                             | Lina Andersson                                                               | Seraina Mischol                                                                |
| Relais 4 × 5 km      | Finlande - Mona-Liisa Nousiainen - Heidi Sundberg - Riikka Sarasoja-Lilja - Pirjo Manninen | Allemagne - Verena Kleine - Kathrin Höfler - Anja Krellner - Stefanie Böhler | Suède - Lina Andersson - Carin Holmberg (pl) - Maria Rydqvist - Hanna Forsberg |

### Saut à ski
| Épreuves    | Or                                                                                   | Argent                                                                          | Bronze                                                                                                |
| ----------- | ------------------------------------------------------------------------------------ | ------------------------------------------------------------------------------- | --- |
| Individuel  | Veli-Matti Lindström                                                                 | Manuel Fettner                                                                  | Florian Liegl Stefan Kaiser                                                                           |
| Par équipes | Finlande - Kimmo Yliriesto - Janne Happonen - Akseli Kokkonen - Veli-Matti Lindström | Autriche - Florian Liegl - Manuel Fettner - Balthasar Schneider - Stefan Kaiser | Allemagne - Jörg Ritzerfeld - Florian Krumbacher (pl) - Markus Winterhalter (pl) - Maximilian Mechler |

### Combiné nordique
| Épreuves              | Or                                                                           | Argent                                                                    | Bronze                                                                    |
| --------------------- | ---------------------------------------------------------------------------- | ------------------------------------------------------------------------- | ------------------------------------------------------------------------- |
| Gundersen K85/5 km    | David Kreiner                                                                | Jaakko Tallus                                                             | Norihito Kobayashi                                                        |
| Gundersen K85/10 km   | Norihito Kobayashi                                                           | Jaakko Tallus                                                             | David Kreiner                                                             |
| Par équipes 4 x 10 km | Allemagne- Matthias Mehringer - Marc Frey - Björn Kircheisen - Matthias Menz | Finlande- Ville Suikkanen - Petter Kukkonen - Jaakko Tallus - Jari Hiukka | Slovénie- Gregor Verbajs - Andrej Jezeršek - Anže Brankovič - Marko Šimič |

## Tableau des médailles
| Rang  | Nation    | Or | Argent | Bronze | Total |
| ----- | --------- | -- | ------ | ------ | ----- |
| 1     | Finlande  | 6  | 5      | 2      | 13    |
| 2     | Allemagne | 2  | 1      | 1      | 4     |
| 3     | Autriche  | 1  | 2      | 3      | 6     |
| 4     | Norvège   | 1  | 2      | 1      | 4     |
| 5     | Russie    | 1  | 2      | 0      | 3     |
| 6     | Suède     | 1  | 1      | 3      | 5     |
| 7     | Japon     | 1  | 0      | 1      | 2     |
| 8     | France    | 0  | 0      | 1      | 1     |
| 8     | Suisse    | 0  | 0      | 1      | 1     |
| 8     | Slovénie  | 0  | 0      | 1      | 1     |
| Total | Total     | 13 | 13     | 14     | 40    |